# 彼得·奥尔德里奇
彼得·奥尔德里奇（英語：Pieter Aldrich，1965年9月7日—），南非男子网球运动员。他曾获得1990年澳大利亚网球公开赛男子双打冠军和1990年美国网球公开赛男子双打冠军。